# Ségrie-Fontaine
Ségrie-Fontaine ist eine Ortschaft und eine ehemalige französische Gemeinde mit 428 Einwohnern (Stand: 1. Januar 2022) im Département Orne in der Region Normandie. Sie gehörte zum Kanton Athis-de-l’Orne und zum Arrondissement Argentan.
Mit Wirkung vom 1. Januar 2016 wurden die bisherigen Gemeinden Athis-de-l’Orne, Bréel, La Carneille, Notre-Dame-du-Rocher, Ronfeugerai, Ségrie-Fontaine, Taillebois und Les Tourailles zu einer Commune nouvelle mit dem Namen Athis-Val de Rouvre zusammengeschlossen und haben in der neuen Gemeinde den Status einer Commune déléguée. Der Verwaltungssitz befindet sich im Ort Athis-de-l’Orne.

## Geografie
Ségrie-Fontaine liegt 14 Kilometer nordöstlich von Flers und wird vom Fluss Rouvre durchflossen. Die Ortschaft liegt in der Normannischen Schweiz, befindet sich geologisch auf einem Granitplateau und ist von einer hügeligen Landschaft umgeben.

## Kultur und Sehenswürdigkeiten
Im Weiler Le Logis existiert ein alter Bauernhof, der aus den Steinen des ehemaligen Schlosses gebaut wurde. Dieses gehörte dem Markgrafen von Norville (Département Seine-Maritime) und wurde während der Französischen Revolution zerstört.

## Wirtschaft und Infrastruktur
Von den rund 650 Hektar Gemeindefläche sind etwa 450 landwirtschaftlich nutzbar. Die Bevölkerung ist auch überwiegend landwirtschaftlich orientiert. Es gibt allerdings auch eine Bäckerei, einen Metzger, einen Lebensmittelladen, ein Nähgeschäft, einen Bau- und Blumenmarkt, einen Weinhändler und eine Tankstelle.
In Ségrie-Fontaine gibt es eine Grundschule mit rund hundert Schülern, von denen etwa die Hälfte aus umliegenden Gemeinden kommt. Des Weiteren gibt es acht Vereine, darin sind 90 Fußballer, 60 Judokas, 23 Ruderer u. a.

## Bevölkerungsentwicklung
| Jahr      | 1962 | 1968 | 1975 | 1982 | 1990 | 1999 | 2008 |
| Einwohner | 404  | 444  | 497  | 498  | 453  | 419  | 406  |